# Ángeles Parejo
María Ángeles Parejo Jiménez (Tarrasa, 22 de marzo de 1969) es una exdelantera del fútbol española.

## Trayectoria
Parejo, barcelonesa de  padres cordobeses, Encinas Reales, con 18 años se fue del C.E. Sabadell a Italia donde desarrolló su carrera en la Serie A, jugando en el ACF Torino, Torres CF, Atlético Oristano, Olbia CF, Roma CF y Reggiana entre 1988 y 2011. También jugó para Takarazuka Bunny en la Nadeshiko League de Japón. Su mejor temporada fue la 1997-98, cuando marcó 38 goles en 23 partidos.
El Torino le ofreció, una ficha de 300.000 pesetas y 50.000 al mes, pero Parejo tuvo que trabajar en un bar por las mañanas (de 07:00 a 14:00 horas) y entrenándose por las tardes y con un solo día de descanso semanal. Su padre siempre le dijo: "Con lo gran futbolista que eres, si hubieras sido chico, te habrías forrado...".
Fue miembro de la selección española de fútbol femenino, y jugó el Campeonato de Europa de 1997 donde marcó 3 goles para ayudar a España a llegar a las semifinales. Fue incluida en el equipo de estrellas de la competencia.

## Estadísticas de carrera
| N.º | Fecha               | Evento                              | Adversario | Resultado | Competición                                                  |
| --- | ------------------- | ----------------------------------- | ---------- | --------- | ------------------------------------------------------------ |
| 1   | 2 de mayo de 1990   | Spiegelfeld, Binningen, Suiza       | Suiza      | 2–1       | Clasificación para el Campeonato Femenino de la UEFA de 1997 |
| 2   | 29 de junio de 1997 | Estadio Nobel, Karlskoga, Suecia    | Francia    | 1–1       | Campeonato Femenino de la UEFA 1997                          |
| 3   | 5 de julio de 1997  | Estadio Nobel, Karlskoga, Suecia    | Rusia      | 0-1       | Campeonato Femenino de la UEFA 1997                          |
| 4   | 9 de julio de 1997  | Estadio Åråsen, Lillestrøm, Noruega | Italia     | 2–1       | Campeonato Femenino de la UEFA 1997                          |
| 5   | 16 de mayo de 1998  | La Ruta de Lorient, Rennes, Francia | Francia    | 3–2       | Amigable                                                     |